# Wojciech Jesionka
Wojciech Jesionka (ur. 12 lutego 1940 w Warszawie, zm. 3 marca 1992 w Krakowie) – polski reżyser teatralny.
W 1966 roku poślubił Agnieszkę Osiecką. Ich małżeństwo zakończyło się w 1970 roku.

## Życiorys
Urodził się 12 lutego 1940 w Warszawie. Z wykształcenia był archeologiem.
Początkowo przygotowywał spektale w Studenckim Teatrze Satyryków w Warszawie. Swoje pierwsze główne spektakle wystawiał w klubie Pod Jaszczurami. Później reżyserował spektakle m.in. w teatrach w Bielsku-Białej, Cieszynie, Gnieźnie, Krakowie, Nowej Hucie, Opolu, Szczecinie, Słupsku, Rzeszowie, Poznaniu.
Zmarł 3 marca 1992 w Krakowie. Pochowany został na Cmentarzu Rakowickim (kwatera XCVI-6-4).

## Reżyseria teatralna
Wybrane:
- Żołnierz i królewna (1971)[6]
- Burmistrz Poznański (1972)[7]
- Achilleis. Sceny dramatyczne (1976)[8]
- Kulisy złudy (1976)[9]
- Kariera Nikodema Dyzmy[10]

## Filmografia
W 1970 wyreżyserował spektakl telewizyjny Noc w oberży „Pod wielkim dzikiem”, a w 1973 wyreżyserował kolejny spektakl według własnego scenariusza Inwazja jaszczurów na podstawie powieści Karela Čapka o tym samym tytule.